# Tosu
Tosu (jap. 鳥栖市, -shi) ist eine Stadt der Präfektur Saga auf der Insel Kyūshū in Japan.

## Geographie
Tosu liegt südlich von Fukuoka und östlich von Saga.

## Geschichte
Tosu wurde am 1. April 1954 gegründet.

## Sport
Tosu ist die Heimat des Fußballvereins Sagan Tosu.

## Verkehr
- Straßen:
  - Kyūshū-Autobahn
  - Nagasaki-Autobahn
  - Ōita-Autobahn

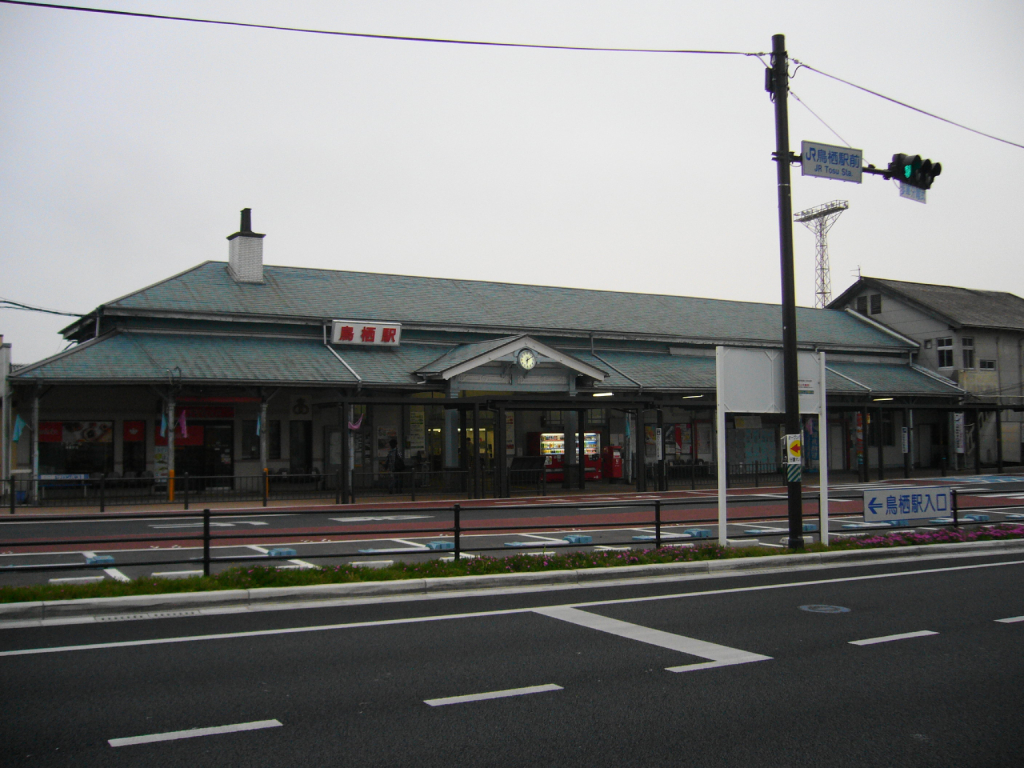
Bahnhof Tosu

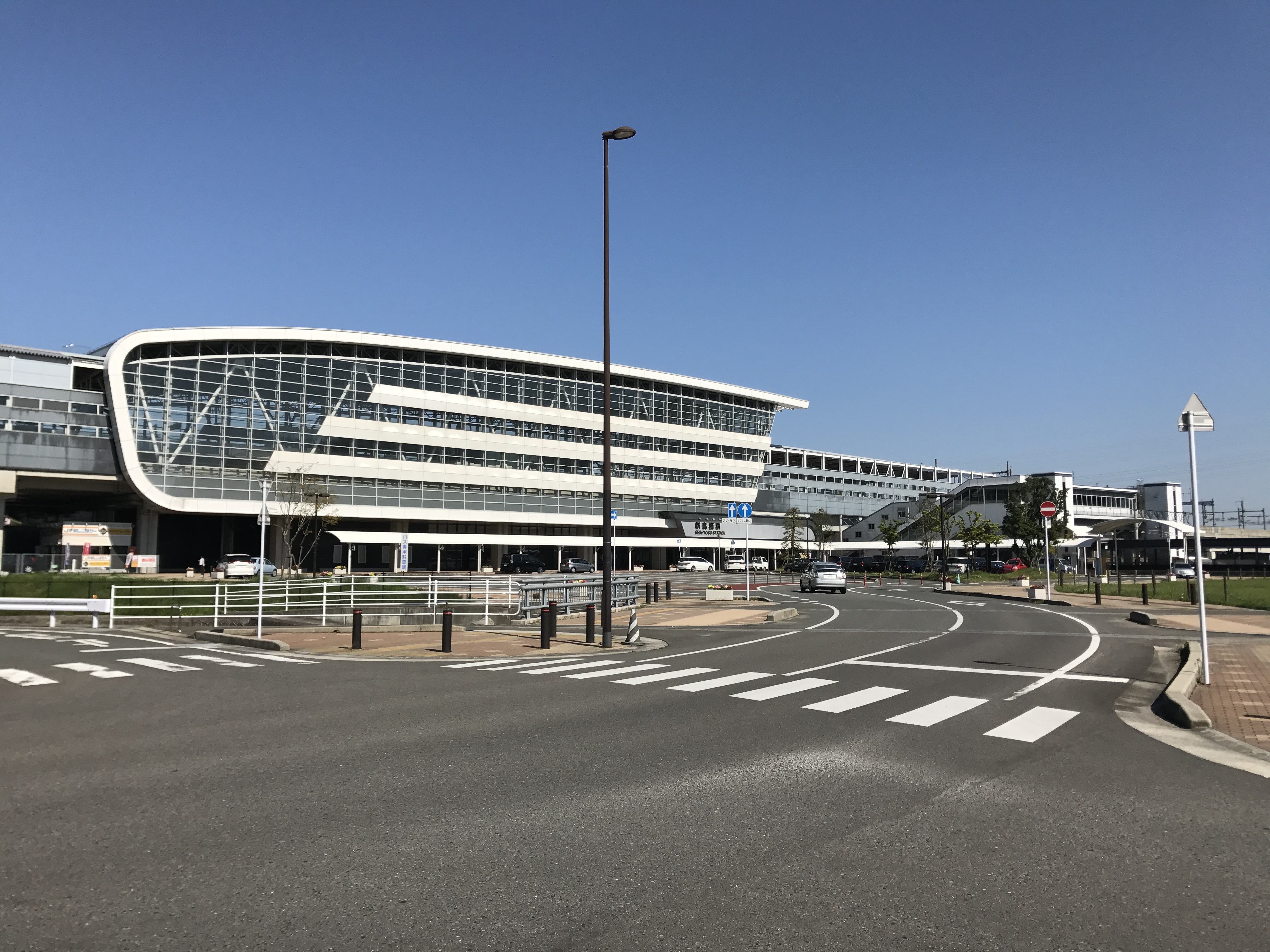
Shintosu-Station

  - Nationalstraße 3: nach Kitakyūshu oder Kagoshima
  - Nationalstraße 34: nach Nagasaki
  - Nationalstraße 500: nach Ōita
- Eisenbahn:
  - JR Kyūshū-Hauptlinie: nach Kitakyūshū oder Kagoshima
  - JR Nagasaki-Hauptlinie: nach Kagoshima

## Angrenzende Städte und Gemeinden
- Präfektur Saga
  - Miyaki
  - Kiyama
- Präfektur Fukuoka
  - Ogōri
  - Kurume
  - Chikushino
  - Nakagawa

## Söhne und Töchter der Stadt
- Ryō Hara, Schriftsteller
- Fumiya Kitajima (* 2005), Fußballspieler
- Yuka Kobayashi (* 1994), Bahnradsportlerin
- Yasuko Matsuyuki (* 1972), Schauspielerin
- Hitomi Shimura (* 1990), Hürdenläuferin
- Masayoshi Son (* 1957), Begründer der Firma Softbank

## Städtepartnerschaften
Tosu pflegt eine Städtepartnerschaft mit dem im Süden von Sachsen-Anhalt liegenden Zeitz.
Regelmäßig findet ein Schüleraustausch statt, bei dem meist Schüler/Jugendliche einige Zeit in der Partnerstadt verbringen, um Kultur- und Auslandserfahrung zu sammeln.